# Laccodiscus spinulosodentatus
Laccodiscus spinulosodentatus är en kinesträdsväxtart som beskrevs av Ludwig Radlkofer och Adolf Engler. Laccodiscus spinulosodentatus ingår i släktet Laccodiscus och familjen kinesträdsväxter. Inga underarter finns listade i Catalogue of Life.